# Ferenczy György (író)
Ferenczy György (Kolozsvár, 1901. április 14. – Bukarest, 1967. április 27.) magyar író, újságíró. Ferenczy Gyula és Ferenczy Zsizsi testvére.

## Életútja
Középiskoláit szülővárosában végezte. 1926-ban Domokos-Haraga Balázzsal a kolozsvári Illusztrált Világ (később Érdekes Újság) főszerkesztője, majd a szatmári Kimondom (1933–35) és a sepsiszentgyörgyi Igazság (1935–36) szerkesztőjeként az előretörő fasizmus ellen foglalt állást, s Golgota Transsylvánia című politikai vitairatában megírta azokat a borzalmakat, amelyeket a magyar uralom alatt levő területeken a magyarok követtek el. A Magyar életrajzi lexikon megállapítása: „A magyar nemzeti törekvések fizetett ellensége volt.” „Magyar névvel, román hazugság halmaz!”

## Kötetei
- Álmatlan éjszakák (versek, Kolozsvár, 1919)
- Szerelmesek (versek, Kolozsvár, 1924)
- Én és az Asszony. Egy tisztátalan fiatalember tiszta szerelme (versek, Szabadka, 1927)
- A szerelem koldusa (regény, Kolozsvár, 1928)
- A halál asszonya (vers és próza, Nagyvárad, 1932)
- Ave Hitler, morituri te salutant... (Hitler-ellenes pamfletgyűjtemény, 1933)
- Magyar élet Romániában. Hozzászólás Németh László romániai útjához (Sepsiszentgyörgy, 1936)
- A transsylvaniai magyarság és a revízió (vitairat, Nagyvárad, 1937)
- Ez az igazság! (vitairat, Szatmár, 1937)
- Golgota Transsylvániában (vitairat, románul is, 1941)[3][4]